# Dom Pérignon (vinho)

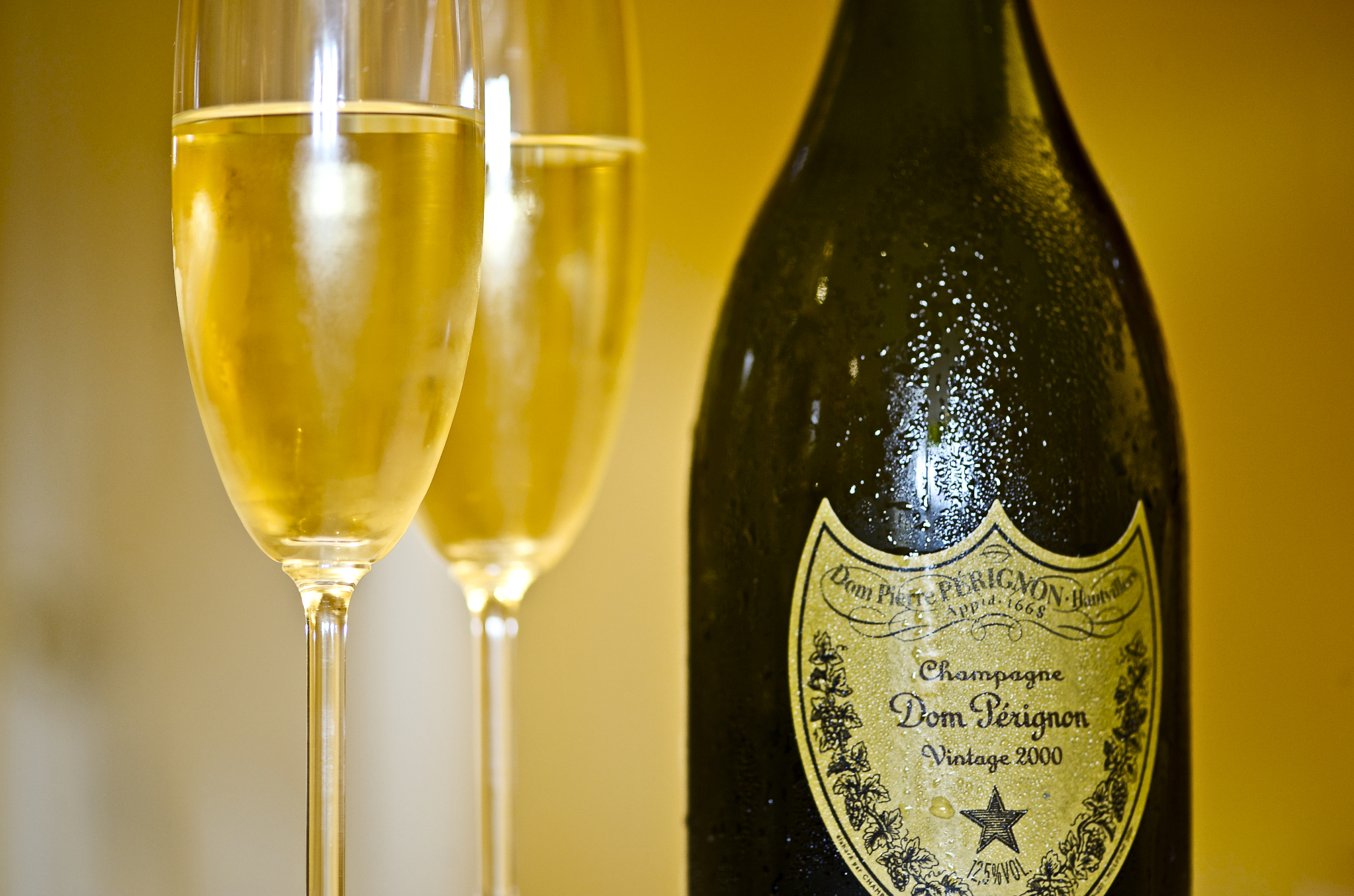

O vinho Dom Pérignon é produzido pela casa francesa Moët et Chandon.  O nome vem do monge beneditino Dom Pérignon que desenvolveu o método de vinificação da bebida chamado "método champenoise".
Dom Pérignon foi o primeiro champanhe cuvée ("safrado"), o que lhe deu enorme prestígio.  A primeira vintage de Dom Pérignon foi a de 1921 e somente colocada à venda em 1936, depois da Grande Depressão de 1929[carece de fontes?].   O champanhe cuvée ou vintage significa que ele foi produzido com as melhores uvas de um ano (safra) especialmente bom o que lhe dá uma característica especial sobre os demais champanhes: a estampa do ano (safra) no rótulo.   Por essa razão é que não existem champagnes vintage todos os anos como acontece com os vinhos não efervescentes.   A maioria dos champanhes, por outro lado, são produzidos por uma mistura de uvas colhidas em anos diferentes.
Desde 1990, Richard Geoffroy é o enólogo responsável pela produção de Dom Pérignon.

## Produção
São produzidas cerca de 5 milhões de garrafas de cada vintage. Ele é feito com a mistura de 55% de uvas chardonnay e 40% pinot noir, com dosagem de 7 g/l açúcar.   